# Skallbergets naturreservat, Dalarnas län
Skallbergets naturreservat är ett naturreservat i Malung-Sälens kommun i Dalarnas län.
Området är naturskyddat sedan 2019 och är 84 hektar stort. Reservatet ligger väster om Malung och omfattar södra sluttningen av Skallberget och marker nedanför. Reservatet består av våtmarker, gransumpskog,åsar med tallskog och barrblandskog.